# Iridopagurus violaceus
Iridopagurus violaceus är en kräftdjursart som beskrevs av de Saint LaurentDechancé 1966. Iridopagurus violaceus ingår i släktet Iridopagurus och familjen eremitkräftor. Inga underarter finns listade i Catalogue of Life.